# Marian Kasiński
Marian Kasiński (ur. 15 kwietnia 1951 w Kłodzinie) – generał brygady Straży Granicznej, od 6 października do 3 listopada 2005 pełniący obowiązki komendanta główny Straży Granicznej.
Ukończył Zespół Szkół nr 1 im. Bolesława Krzywoustego w Choszcznie. Służbę wojskową rozpoczął w 1971 r. jako elew Szkoły Podoficerów i Młodszych Specjalistów Artylerii Przeciwlotniczej w Koszalinie, od 1 października 1971 r. kadet Szkoły Chorążych WOP w Kętrzynie. Po ukończeniu Szkoły Chorążych 26 stycznia 1973 r. wyznaczony na stanowisko kontrolera w Granicznej Placówce Kontrolnej Warszawa-Okęcie. W 1980 r. ukończył studia prawnicze na Uniwersytecie Warszawskim. W latach 1983–1990 pełnił służbę na różnych stanowiskach służbowych w Dowództwie WOP. Od stycznia 1991 dowodził Placówką Straży Granicznej Warszawa-Okęcie. Od 17 października 1994 był zastępcą dyrektora Kontroli Ruchu Granicznego Straży Granicznej. Został później zastępcą komendanta głównego SG u boku Józefa Klimowicza, nadzorującym działy graniczny i operacyjno-śledczy. 12 maja 2004 roku awansowany z pułkownika na generała brygady. 6 października 2005 po odejściu na emeryturę gen. dyw. SG Józefa Klimowicza tymczasowo przejął jego obowiązki, po miesiącu przekazując stanowisko Mirosławowi Kuśmierczakowi. Służbę zakończył w styczniu 2006 r.